# Da Bush Babees
Da Bush Babees ist eine US-amerikanische Hip-Hop-Gruppe aus Brooklyn. Die Band ist mit der Native Tongues Posse verbunden. Die Mitglieder der Band sind Lee Majors, der sich früher Babe-B-Face Kaos nannte, Mister Man und Y-Tee. Sie wuchsen in Jamaika und Trinidad auf.

## Geschichte
Mister Man traf 1992 in Brooklyn auf Kaos. Die beiden beschlossen zusammenzuarbeiten und nahmen später mit Y-Tee noch eine Reggaestimme in die Band auf. Kurz nach ihren ersten Auftritten wurden sie von dem Label Reprise Records entdeckt und veröffentlichten dort 1994 ihr erstes Studioalbum Ambushed, welches u. a. Produktionen von Jermaine Dupri und Ali Shaheed Muhammad enthält, auf den Markt.
Das zweite Album Gravity erschien 1996 beim Majorlabel Warner. Es war kommerziell erfolgreicher als sein Vorgänger und enthielt die von De La Souls Posdnous produzierte Single The Love Song, deren Chorus von Mos Def gesungen wird. Ein für 2004 angekündigtes Album ist bisher nicht erschienen. 

## Diskografie
- 1994: Ambushed (Reprise Records)
- 1996: Gravity (Warner Bros. Records)